# Belah
Belah – dzielnica w Carlisle, w Anglii, w Kumbrii, w dystrykcie (unitary authority) Cumberland. Leży 2,3 km od centrum miasta Carlisle i 423,6 km od Londynu. W 2011 roku dzielnica liczyła 6149 mieszkańców.